# Université privée de Marrakech

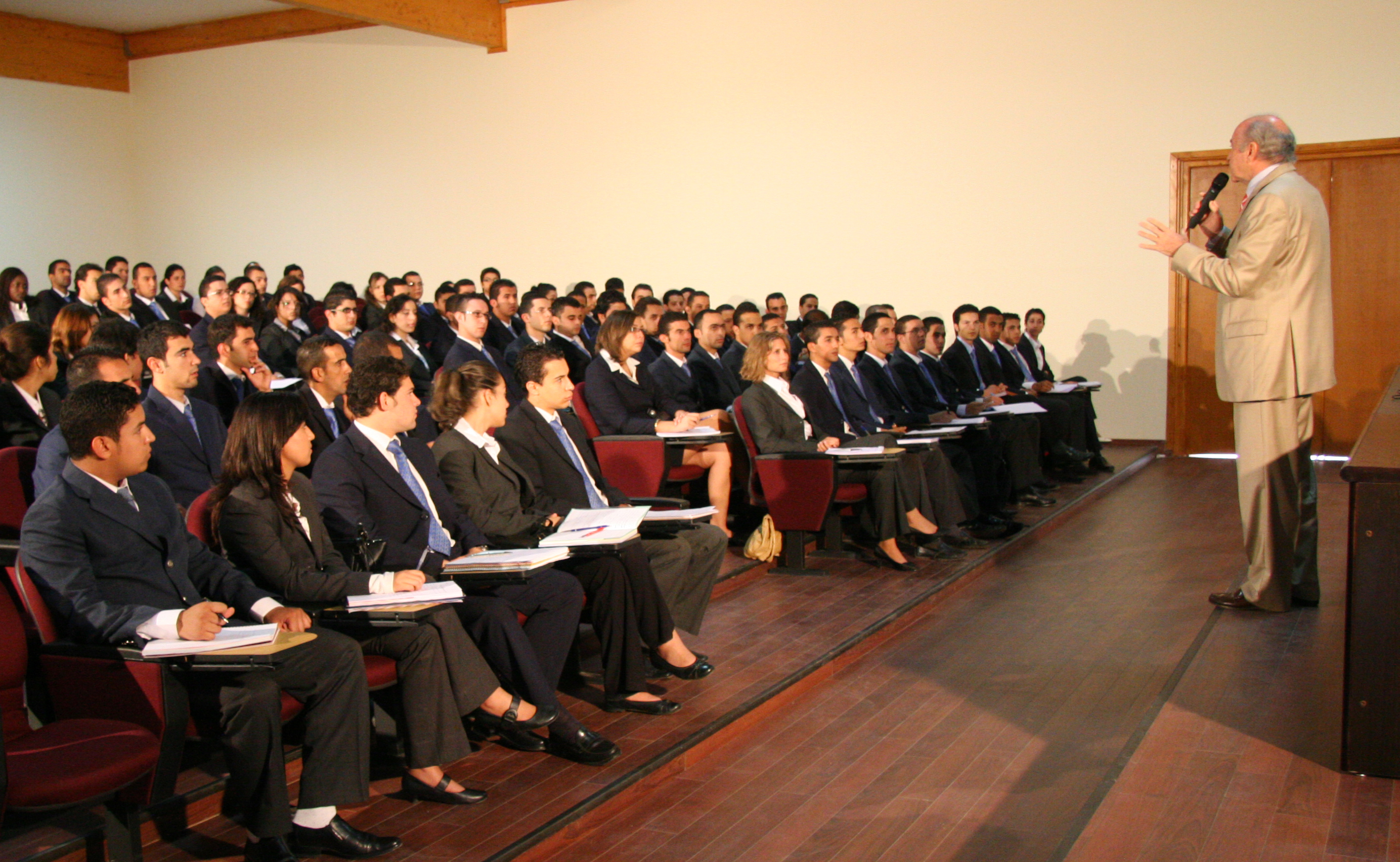
Upm marrakech

 (juillet 2014).
Si vous disposez d'ouvrages ou d'articles de référence ou si vous connaissez des sites web de qualité traitant du thème abordé ici, merci de compléter l'article en donnant les références utiles à sa vérifiabilité et en les liant à la section « Notes et références ».
L'Université privée de Marrakech (UPM) est une université marocaine privée. Elle est fondée en 2005.

## Historique
UPM est créée en 2005 par Mohamed Kabbadj.
L'établissement reçoit en 2012 l’accréditation officielle du ministère marocain chargé de l'enseignement supérieur en tant qu’université privée.
Development Partners International (DPI), fonds d'investissement basé à Londres, prend des participations en 2014 suivi par Mediterrania Capital Partners (MCP), fonds d'investissement régional, en 2016, dans la holding KMR Holding pédagogique créée en 2014 par Mohamed Kabbadj.
En 2015, l'UPM se développe au Sénégal avec le rachat de St Christopher School of Medicine.
En 2017, l'UPM obtient la reconnaissance du ministère marocain chargé de l’enseignement supérieur lui permettant d'obtenir l’équivalence de ses diplômes accrédités avec ceux délivrés par l’Etat. L'année suivante, l'UPM rachète l'Université Internationale de Casablanca.
En 2019, une filiale du Groupe Banque mondiale dédié au secteur privé (Société financière internationale, IFC) accorde un prêt de 14 millions d'euros à la holding de l'UPM, avec le lancement de la faculté privée de médecine de Marrakech et le développement de l'université de médecine de Dakar.

## L'offre de formation
Les enseignements dispensés à l’UPM sont organisés autour de 7 pôles de formation :https://upm.ac.ma/a-propos-de-lupm/notre-vision/
- Tourisme, Hôtellerie & Art de Vivre
- Business & Gouvernance
- Ingénierie & Innovation
- Médecine
- Santé
- Sport
- Digital, Médias, Arts & Culture

Les diplômes Licence, Master, Ingénieur et Doctorat de médecine délivrés par l’UPM sont équivalents aux diplômes d’Etat.

## Implantations
L'UPM dispose de plusieurs campus en Afrique : au Maroc, au Sénégal. 

Le Campus de Marrakech, siège d'UPM, s'étend sur 32 hectares et accueille plus de 3000 étudiants. 

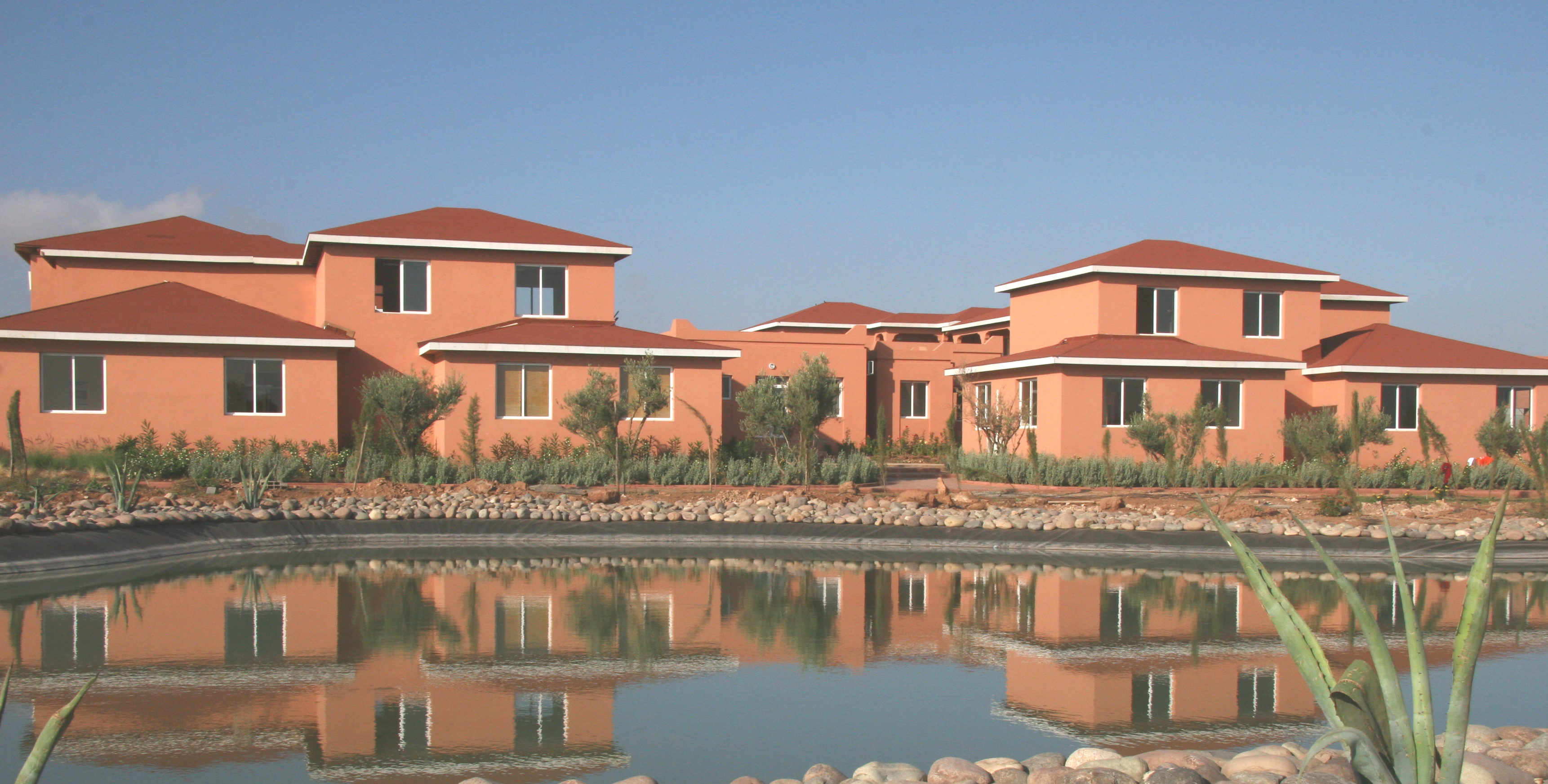
Université privée de Marrakech